# مک لین، نیو ساوت ولز
مک لین (به انگلیسی: Maclean) یک شهرک در استرالیا است که در Clarence Valley Council واقع شده‌است.